# Porto de Juazeiro
O Porto de Juazeiro é um terminal hidroviário brasileiro localizado na cidade de Juazeiro, no estado da Bahia, nas margens do Rio São Francisco.
Concebido para facilitar o escoamento de frutas e grãos da região, o terminal não está operante. Em 2018, foi alegado pela Secretaria de Infraestrutura da Bahia que a navegação no rio São Francisco encontrava-se comprometida, além de haver relatos do abandono do local.